# Bedford Blues
Il Bedford Rugby Union Football Club, noto come Bedford Blues, è un club inglese di rugby a 15 di Bedford.
Fondato nel 1886, la sua prima squadra milita nella RFU Championship, seconda divisione nazionale, dopo avere brevemente militato anche in Premiership, il vertice del sistema di Lega inglese.
Nella sua storia ha vinto una Coppa Anglo-Gallese, nel 1974-75 (capitanata da Budge Rogers, il più noto giocatore ad avere vestito la maglia del club).
È impegnata annualmente anche nella British and Irish Cup, competizione interbritannica riservata alle squadre non ammesse alle competizioni europee, della quale nel 2011 fu finalista.
La squadra disputa i suoi incontri interni al Goldington Road di Bedford, impianto capace di circa 6 000 posti; i suoi colori sociali sono il bianco, il blu e il celeste.

## Palmarès
- Coppe Anglo-Gallesi: 1
1974-75